# Clichy-sous-Bois

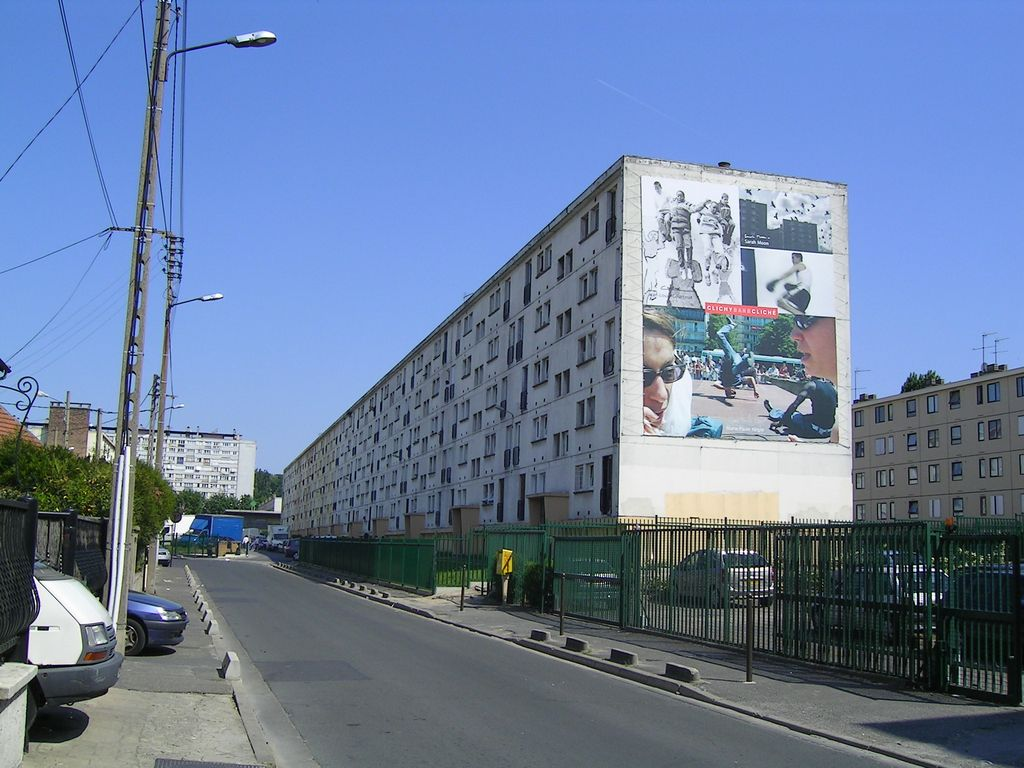
Conjunto habitacional em Clichy-sous-Bois.

Clichy-sous-Bois é uma comuna francesa, situada no departamento de Seine-Saint-Denis, na região da Ilha de França. Não deve ser confundida com Clichy, situada no departamento de Altos do Sena.
A comuna faz parte da Metrópole da Grande Paris e da Paris Métropole. Seus habitantes são chamados clichois(es).
É a partir desta cidade que se propagaram os motins urbanos de Outono de 2005 em alguns subúrbios franceses.

## Toponímia
Clichy é a herdeira da antiga Clippiacum... A localidade é citada sob o nome de Clippiaco no cartulário geral de Paris (717), Clipiacum em uma doação de Luís VI o Gordo de 1134.
Em documentos tardios (merovíngios) Clichy é chamada de Clippiacum. A etimologia é mais provável que a palavra deriva dos gentios Clepius ou Cleppius, ou Clippius com a adição da terminação acus com a adição da terminação acus o que significava muito especificamente, entre os Galo-Romanos, uma propriedade. A tradução de Clippiacum seria então "propriedade (ou villa) de Cleppius" (ou variante). A formação do nome é bastante consistente com ao que sabemos sobre a gramática e os costumes galo-romanos. Esta etimologia é mais um argumento para a existência de uma Clichy galo-romana.
A cidade trouxe sucessivamente os nomes de Cleppius na época romana, depois Clippiacum superius em um datando texto de 636, Clichiacum no século XII. Note-se que o rei Dagoberto possuía uma villa chamada Clippiacum, de onde viria o nome de Clichy-sur-Seine.

## História
Antes um pequeno vilarejo, a comuna conheceu uma grande onda de urbanização sob a forma de grandes conjuntos habitacionais a partir dos anos 1960, passando a concentrar um importante contingente de imigrados.

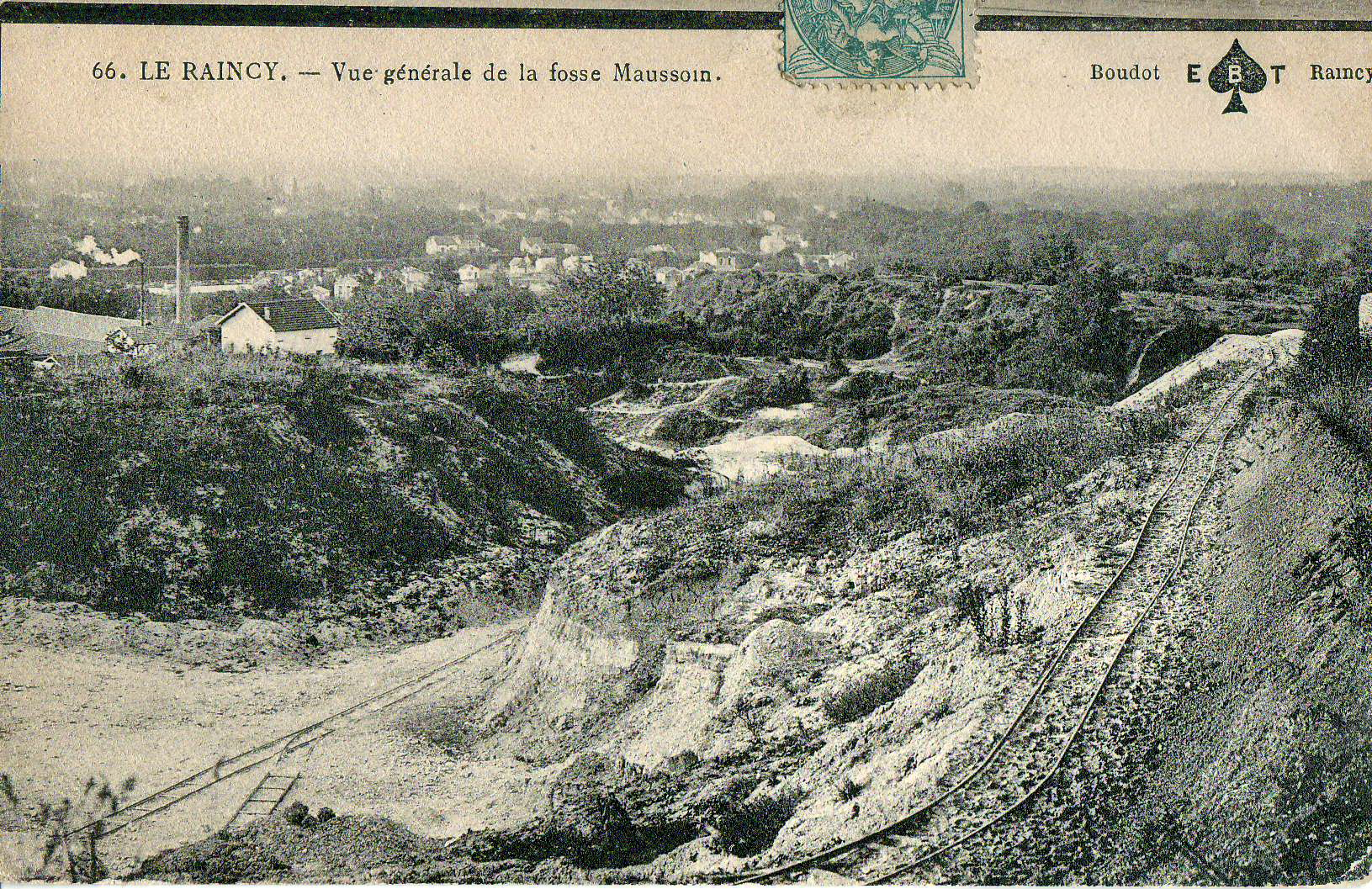
A pedreira da Fosse Maussoin, em Clichy-sous-Bois, c.1901-1904.

Em novembro de 2005, a cidade foi palco de uma série de motins que se generalizaram pela periferias de várias cidades francesas, após a morte acidental de dois adolescentes perseguidos pela polícia e, três dias depois, o lançamento de uma granada de gás lacrimogêneo na mesquita Bilal pelas CRS (Compagnies républicaines de sécurité), as tropas de choque francesas.

## Transporte
Não há estação de bonde ou de metrô ou do RER ou do Transilien em Clichy-sous-Bois, as estações mais próximas são:
- A Estação de Le Raincy - Villemomble - Montfermeil (RER E).
- A Estação de Chelles - Gournay (RER E, Transilien P).
- A Estação de Aulnay-sous-Bois (RER B Transilien K T4).